# Barragem de Lagoa Comprida
A barragem de Lagoa Comprida, à qual foi dada, em 26 de julho de 1968, a designação de "Barragem Marques da Silva", localiza-se no município de Seia, distrito da Guarda, Portugal. Situa-se na ribeira da Lagoa. A barragem foi projectada em 1910. Iniciou-se a sua construção no verão de 1912 sofrendo ao longo dos anos alteamentos sucessivos. Em 1960, entendeu-se que se justificava um alteamento de 3 metros, passando o nível de retenção para a cota actual de 1600 m, realizando-se esta última obra nos verões de 1964, 1965 e 1966, possibilitando armazenar 14 milhões de metros cúbicos de água. .

## Barragem
É uma barragem de gravidade de alvenaria. Possui uma altura de 29 m acima da fundação (28,24 m acima do terreno natural) e um comprimento de coroamento de 1200 m. O volume da barragem é de 100.000 m³. Possui uma capacidade de descarga máxima de .. (descarga de fundo) + 92 (descarregador de cheias) m³/s.
A construção da barragem iniciou-se em 1912. Em 1914 tinha uma altura de seis metros e em 1934 atingia os 15 metros. Desde 1965 tem uma altura de 28 metros.

## Albufeira
A albufeira da barragem apresenta uma superfície inundável ao NPA (Nível Pleno de Armazenamento) de 0,75 (0,8) km² e tem uma capacidade total de 13,8 (12) Mio. m³. As cotas de água na albufeira são: NPA de 1600 metros, NMC (Nível Máximo de Cheia) de ... metros e NME (Nível Mínimo de Exploração) de ... metros.
A água contida na albufeira da barragem de Covão do Meio,  em Loriga, é esvaziada para a albufeira da barragem de Lagoa Comprida, através de um túnel com um comprimento de 2354 metros.

## Central hidroeléctrica
A central hidroeléctrica é constituída por tres grupos Pelton com uma potência total instalada de 13,2 MW. A energia produzida em ano médio é de 48 Mio. kWh.